# Taffin
Taffin é um filme de suspense de 1988 dirigido por Francis Megahy e estrelado por Pierce Brosnan no papel-título de Mark Taffin. Também contou com Ray McAnally, Alison Doody e Jeremy Child. É baseado na série de livros de Lyndon Mallet.

## Sinopse
Um cobrador de dívidas durão irlandês é convidado por sua comunidade local para ajudar a livrar a cidade de desenvolvedores empenhados em construir uma fábrica de produtos químicos nos arredores da cidade. Os desenvolvedores são implacáveis e enviaram seus pesos pesados para a cidade para manter os moradores locais quietos.

## Elenco
Segue abaixo a tabela do elenco.
| Ator             | Personagem          |
| ---------------- | ------------------- |
| Pierce Brosnan   | Mark Taffin         |
| Ray McAnally     | O'Rourke            |
| Alison Doody     | Charlotte           |
| Jeremy Child     | Sr. Martin          |
| Dearbhla Molloy  | Sra. Martin         |
| Jim Bartley      | Conway              |
| Alan Stanford    | Sprawley            |
| Gerard McSorley  | Ed                  |
| Patrick Bergin   | Mo Taffin           |
| Britta Smith     | Sra. Taffin         |
| Jonathan Ryan    | Conselheiro Gibson  |
| Liz Lloyd        | Valerie Gibson      |
| Ronan Wilmot     | Deacon              |
| Liam O'Callaghan | Sr. Henderson       |
| Frank Kelly      | Liam                |
| Catherine Byrne  | Shirley             |
| Sarah Carroll    | Maeve               |
| Connor Tallon    | Chapéu amarelo      |
| Dermot Morgan    | Convidado de Micky  |
| Peter Caffrey    | Dono do restaurante |

## Produção
Taffin foi filmado no Condado de Wicklow, na Irlanda, em 1987 e 1988. Surgiram problemas entre o autor Lyndon Mallet e a produtora em torno da escalação de Pierce Brosnan para o papel de Mark Taffin. Isso se deveu à natureza real do personagem no livro. No livro, Mark Taffin nunca foi um homem bonito; ele era acima do peso e pouco atraente, uma imagem muito diferente daquela retratada por Brosnan.

## Recepção
A revista Time Out chamou o filme de "confuso e pouco emocionante", considerando que Brosnan não estava à altura de seu trabalho. A Time Out também criticou o roteiro, um sentimento ecoado pelo Apollo Movie Guide, que considerou Taffin uma "decepção para quem esperava um thriller inteligente de Brosnan com o toque irlandês". O site Action Elite elogiou Pierce Brosnan como um protagonista durão porém simpático. Qualificando os antagonistas como odiosos e os seus capangas valentões como críveis, ao mesmo tempo que acusa Brosnan de "over-acting" em uma-cena.